# Borrenes
Borrenes es un municipio y villa española de la provincia de León, en la comunidad autónoma de Castilla y León. Se encuentra en la comarca de El Bierzo y cuenta con una población de 303 habitantes (INE 2024). Es uno de los municipios leoneses en los que se habla gallego,  si bien su habla presenta importantes rasgos propios del leonés. El topónimo tradicional, en la variante lingüística propia del lugar, es Borrés 

## Historia

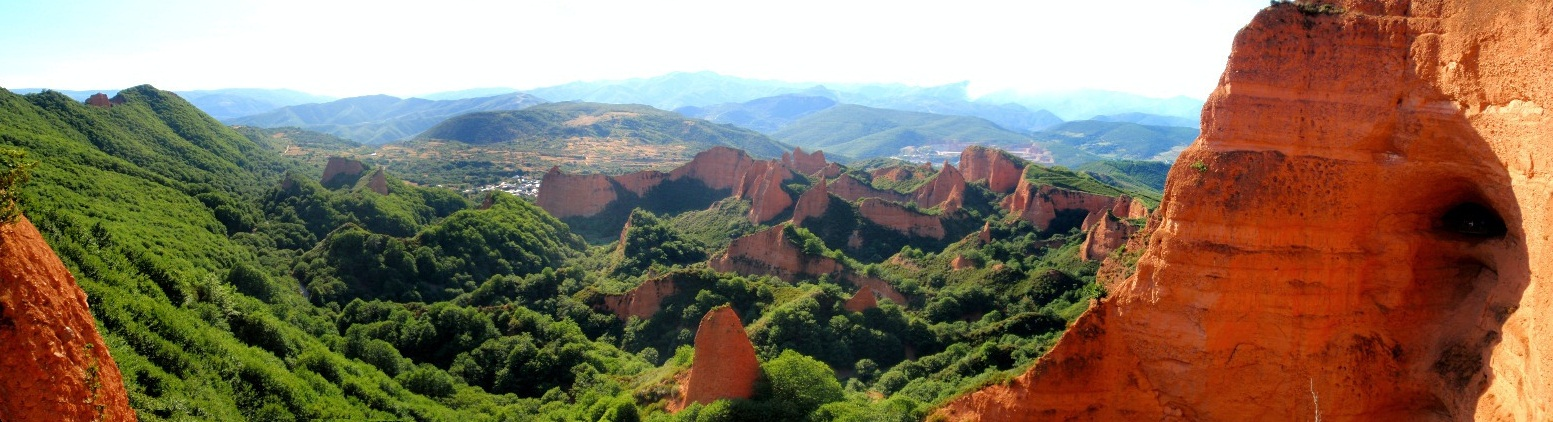
Las Médulas vistas desde el mirador de Orellán

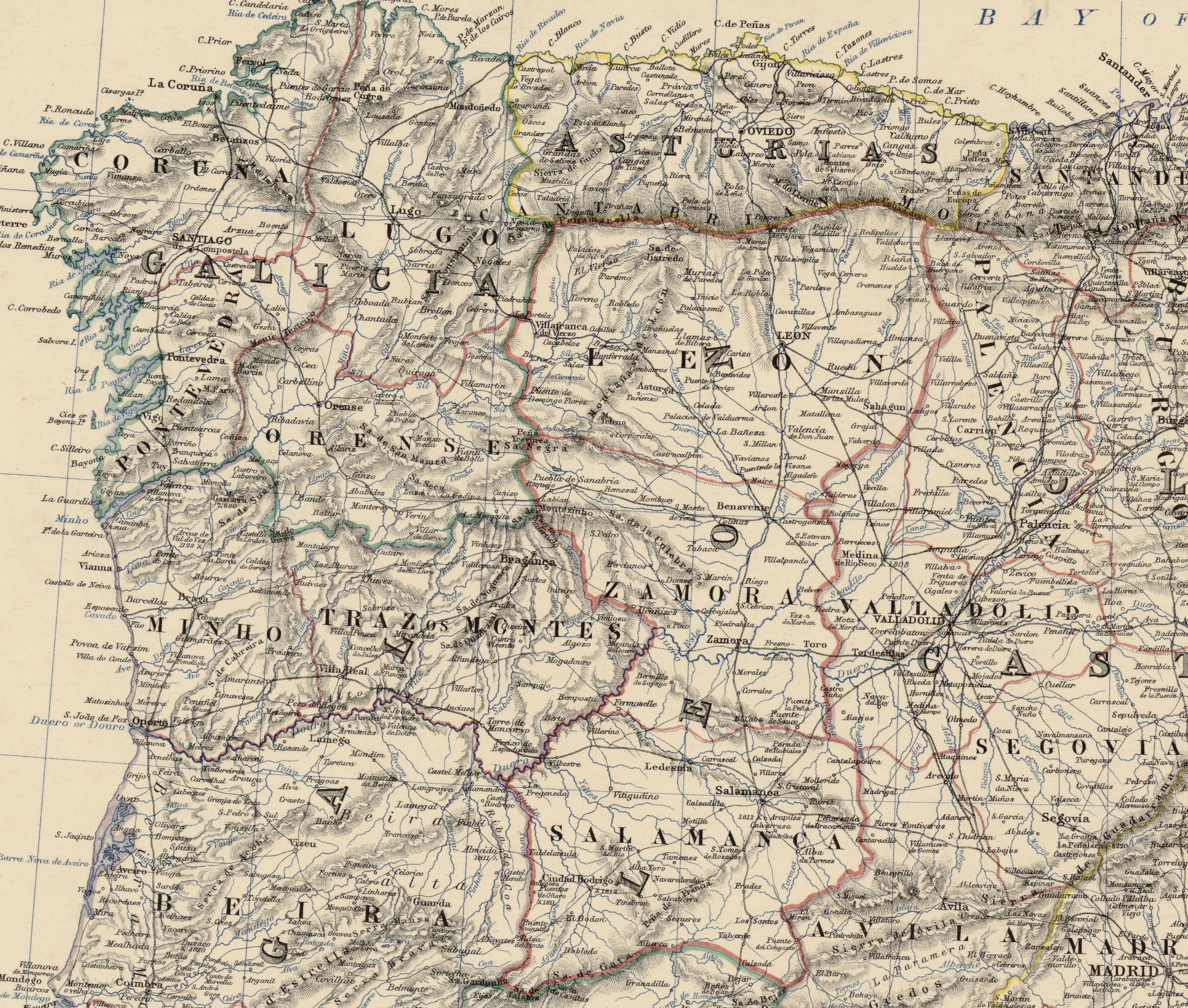
Noroeste ibérico en el mapa Spain & Portugal, elaborado por Johnston en 1864, en el cual aparece Borrenes

Las primeras noticias de poblamiento humano en el municipio datan de la época prerromana, en la que se datan los castros astures del Castrelín de San Juan de Paluezas y el castro de Borrenes, siendo esta última una fortificación astur con una imponente muralla que fue abandonada tras la llegada de los romanos a la zona.
Ya en época romana en el municipio se encuentran tanto el poblado metalúrgico de Orellán, como restos de varias canalizaciones romanas que servían de transporte de agua hacia Las Médulas, la mayor mina a cielo abierto de todo el Imperio Romano.
Posteriormente, ya en la Edad Media, el término de Borrenes quedó incluido dentro del reino de León, en cuyo seno se habría acometido la repoblación de las localidades del municipio, época de la que dataría la talla románica de la Virgen de la Vega que custodia la iglesia de San Vicente.
Ya en el siglo XV, con la reducción de ciudades con voto en Cortes a partir de las Cortes de 1425, Borrenes pasó a estar representado por León, lo que le hizo formar parte de la provincia de León en la Edad Moderna, situándose dentro de esta en el partido de Ponferrada.
Finalmente, en la Edad Contemporánea, en 1821 Borrenes fue una de las localidades que pasó a formar parte de la provincia de Villafranca o del Vierzo, si bien al perder esta su estatus provincial al finalizar el Trienio Liberal, en la división de 1833 Borrenes quedó adscrito a la provincia de León, dentro de la Región Leonesa.

## Demografía
Cuenta con una población de 303 habitantes (INE 2024).
| Gráfica de evolución demográfica de Borrenes entre 1842 y 2021                                                        |
| |
| Población de derecho según los censos de población del INE. Población de hecho según los censos de población del INE. |

### Núcleos de población
El municipio se divide en varios núcleos de población, que poseían la siguiente población en 2017 según el INE.
| Núcleo de población  | Población |
| -------------------- | --------- |
| Borrenes             | 155       |
| San Juan de Paluezas | 75        |
| Orellán              | 56        |
| La Chana             | 24        |
| Voces                | 22        |

## Comunicaciones

### Carretera
Se comunica mediante la CL-536 y mediante carreteras vecinales con los pueblos y municipios vecinos.

## Festividades

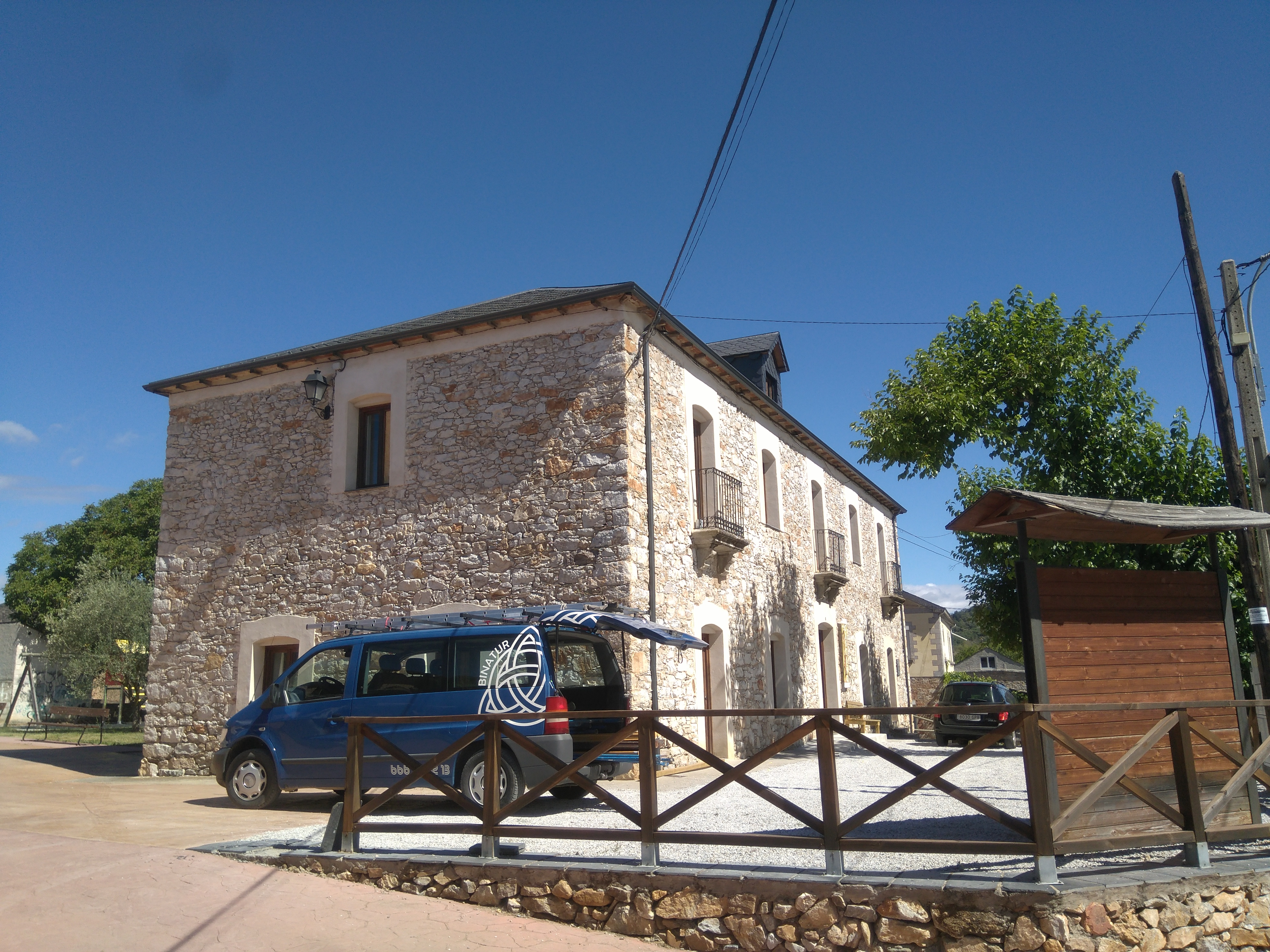
Aula del Castaño

- Las fiestas de Borrenes son en enero, en honor de san Vicente.
- Las de San Juan de Paluezas, a primeros de junio, para festejar a la Virgen de la Estrella.
- En Orellán, el 29 de junio, se celebra la festividad de San Pedro.
- En La Chana, el 15 de agosto, en honor a nuestra señora.
- En Voces se festeja San Juan